# 克莱门斯·维克勒
克莱门斯·维克勒（德語：Clemens Wickler，1995年4月28日—），德国男子沙滩排球运动员，2019年世界沙滩排球锦标赛男子银牌得主、2024年欧洲沙滩排球锦标赛男子银牌得主、2024年夏季奥林匹克运动会男子银牌得主。